# Ново-Ревякинский
Ново-Ревякинский — посёлок в Ясногорском районе Тульской области России. 
В рамках административно-территориального устройства является центром Ревякинской сельской территории Ясногорского района, в рамках организации местного самоуправления включается в Ревякинское сельское поселение.

## География
Расположен в 18 км к северу от Тулы, на юго-западной границе города Ясногорска.

## Население
| 2002 | 2010 |
| ---- | ---- |
| 415  | ↘411 |

Население — 411 чел. (2010).